# Huacho
Huacho este un oraș din Peru. În apropierea sa se află parcul național Lomas de Lachay.